# Égliseneuve-près-Billom
Égliseneuve-près-Billom is een gemeente in het Franse departement Puy-de-Dôme (regio Auvergne-Rhône-Alpes) en telt 681 inwoners (1999). De plaats maakt deel uit van het arrondissement Clermont-Ferrand.

## Geografie
De oppervlakte van Égliseneuve-près-Billom bedraagt 16,4 km², de bevolkingsdichtheid is 41,5 inwoners per km².
De onderstaande kaart toont de ligging van Égliseneuve-près-Billom met de belangrijkste infrastructuur en aangrenzende gemeenten.

## Demografie
Onderstaande figuur toont het verloop van het inwonertal (bron: INSEE-tellingen).